# 皖南古村落
皖南古村落是指分布在中国安徽、江西境内，长江以南的一些传统村落。这些村落有着古徽州地域的特色文化，最具代表性的有入选世界遗产的西递村和宏村。